# Associazione Calcio Liguria 1939-1940
Questa voce raccoglie le informazioni riguardanti l'Associazione Calcio Liguria nelle competizioni ufficiali della stagione 1939-1940.

## Rosa
| N. |                      | Ruolo | Calciatore          |
| -- | -------------------- | ----- | ------------------- |
|    | Italia (bandiera)    | P     | Vittorio Profumo    |
|    | Italia (bandiera)    | P     | Luciano Gisberti    |
|    | Italia (bandiera)    | D     | Gian Emilio Piazza  |
|    | Italia (bandiera)    | D     | Renato Bodini       |
|    | Italia (bandiera)    | D     | Wando Persia        |
|    | Italia (bandiera)    | D     | Aldo Parena         |
|    | Italia (bandiera)    | C     | Francesco Tortarolo |
|    | Uruguay (bandiera)   | C     | Cecilio Pisano      |
|    | Italia (bandiera)    | C     | Giuseppe Lombardo   |
|    | Argentina (bandiera) | C     | Pedro Pompei        |
|    | Italia (bandiera)    | A     | Alfredo Lazzaretti  |

| N. |                   | Ruolo | Calciatore           |
| -- | ----------------- | ----- | -------------------- |
|    | Italia (bandiera) | A     | Benedetto Stella     |
|    | Italia (bandiera) | A     | Angelo Bollano       |
|    | Italia (bandiera) | A     | Gino Callegari       |
|    | Italia (bandiera) | A     | Giuseppe Spinola     |
|    | Italia (bandiera) | A     | Luciano Peretti      |
|    | Italia (bandiera) | A     | Giovanni Riccardi    |
|    | Italia (bandiera) | A     | Mario Malatesta      |
|    | Italia (bandiera) | A     | Oscarre Spadavecchia |
|    | Italia (bandiera) | A     | Carlo Scarpato       |
|    | Italia (bandiera) | A     | Cherubino Comini     |
|    | Italia (bandiera) | A     | Mario Ceriani        |

## Statistiche

### Statistiche di squadra
| Competizione | Punti | In casa | In casa | In casa | In casa | In casa | In casa | In trasferta | In trasferta | In trasferta | In trasferta | In trasferta | In trasferta | Totale | Totale | Totale | Totale | Totale | Totale | DR  |
| Competizione | Punti | G       | V       | N       | P       | Gf      | Gs      | G            | V            | N            | P            | Gf           | Gs           | G      | V      | N      | P      | Gf     | Gs     | DR  |
| ------------ | ----- | ------- | ------- | ------- | ------- | ------- | ------- | ------------ | ------------ | ------------ | ------------ | ------------ | ------------ | ------ | ------ | ------ | ------ | ------ | ------ | --- |
| Serie A      | 24    | 15      | 7       | 5       | 3       | 14      | 12      | 15           | 0            | 5            | 10           | 11           | 32           | 30     | 7      | 10     | 13     | 25     | 44     | -19 |
| Coppa Italia |       | 2       | 2       | 0       | 0       | 6       | 3       | 1            | 0            | 0            | 1            | 0            | 3            | 3      | 2      | 0      | 1      | 6      | 6      | 0   |
| Totale       |       | 17      | 9       | 5       | 3       | 20      | 15      | 16           | 0            | 5            | 11           | 11           | 35           | 33     | 9      | 10     | 14     | 31     | 50     | -19 |

### Statistiche dei giocatori
| Giocatore       | Serie A  | Serie A | Coppa Italia | Coppa Italia | Totale   | Totale |
| Giocatore       | Presenze | Reti    | Presenze     | Reti         | Presenze | Reti   |
| --------------- | -------- | ------- | ------------ | ------------ | -------- | ------ |
| R. Bodini (II)  | 23       | 3       | ?            | ?            | 23+      | 3+     |
| A. Bollano      | 23       | 7       | ?            | ?            | 23+      | 7+     |
| G. Callegari    | 21       | 1       | ?            | ?            | 21+      | 1+     |
| M. Ceriani      | 1        | 0       | ?            | ?            | 1+       | 0+     |
| C. Comini       | 2        | 0       | ?            | ?            | 2+       | 0+     |
| L. Gisberti     | 6        | -10     | ?            | ?            | 6+       | -10+   |
| A. Lazzaretti   | 30       | 4       | ?            | ?            | 30+      | 4+     |
| G. Lombardo     | 1        | 0       | ?            | ?            | 1+       | 0+     |
| M. Malatesta    | 14       | 0       | ?            | ?            | 14+      | 0+     |
| A. Parena       | 4        | 0       | ?            | ?            | 4+       | 0+     |
| L. Peretti      | 19       | 4       | ?            | ?            | 19+      | 4+     |
| W. Persia       | 6        | 0       | ?            | ?            | 6+       | 0+     |
| G. Piazza       | 27       | 0       | ?            | ?            | 27+      | 0+     |
| C. Pisano       | 21       | 0       | ?            | ?            | 21+      | 0+     |
| P. Pompei       | 1        | 0       | ?            | ?            | 1+       | 0+     |
| V. Profumo      | 24       | -34     | ?            | ?            | 24+      | -34+   |
| G. Riccardi     | 18       | 2       | ?            | ?            | 18+      | 2+     |
| C. Scarpato     | 2        | 0       | ?            | ?            | 2+       | 0+     |
| O. Spadavecchia | 14       | 2       | ?            | ?            | 14+      | 2+     |
| G. Spinola      | 19       | 0       | ?            | ?            | 19+      | 0+     |
| B. Stella       | 24       | 1       | ?            | ?            | 24+      | 1+     |
| F. Tortarolo    | 30       | 0       | ?            | ?            | 30+      | 0+     |